# Troussencourt
Troussencourt település Franciaországban, Oise megyében. Lakosainak száma 316 fő (2022. január 1.). Troussencourt Breteuil, Hardivillers, Maisoncelle-Tuilerie, Sainte-Eusoye és Vendeuil-Caply községekkel határos.

## Népesség
A település népessége az elmúlt években az alábbi módon változott:
| Lakosok száma | 351  | 347  | 343  | 332  | 328  | 324  | 321  | 319  | 316  |
|               | 2013 | 2015 | 2016 | 2017 | 2018 | 2019 | 2020 | 2021 | 2022 |